# 1517 Beograd
1517 Beograd là một tiểu hành tinh, được phát hiện ngày 20 tháng 3 năm 1938 bởi Milorad B. Protić ở Belgrade, Kingdom of Yugoslavia, hiện là Serbia.
Nó được đặt theo tên thành phố Belgrade.